# Deinocerites colombianus
Deinocerites colombianus är en tvåvingeart som beskrevs av Abdiel José Adames 1971. Deinocerites colombianus ingår i släktet Deinocerites och familjen stickmyggor. Inga underarter finns listade i Catalogue of Life.